# 애욕의 잔다리
애욕의 잔다리(Zandalee)는 미국에서 제작된 샘 필스버리 감독의 1991년 드라마, 스릴러 영화이다. 니콜라스 케이지 등이 주연으로 출연하였고 이얼 림몬 등이 제작에 참여하였다.

## 출연

### 주연
- 니콜라스 케이지
- 저지 레인홀드
- 에리카 앤더슨

### 조연
- 조 판톨리아노
- 비브카 린드포스
- 애론 네빌
- 스티브 부세미
- 이안 아베크롬비

## 제작진
- 공동제작: 저지 레인홀드
- 미술: 마이클 코렌블리스
- 의상: 디나 애펠
- 배역: 앨리슨 코윗
- 배역: 마이크 펜튼
- 배역: 주디 테일러